# Terci
Terciul este un aliment consumat în mod obișnuit ca un fel de mâncare din cereale pentru micul dejun, preparat prin fierbere a plantelor de amidon măcinate sau mărunțite - de obicei cereale - în apă sau lapte. Este adesea gătit sau servit cu arome adăugate precum zahăr, miere, fructe ( uscate ) sau sirop pentru a face o cereală dulce, sau poate fi amestecat cu condimente, carne sau legume pentru a face un fel de mâncare sărată. Se servește de obicei fierbinte într-un castron, în funcție de consistența sa. Terci de ovăz, sau fulgi de ovăz , este unul dintre cele mai frecvente tipuri de terci. Gruel este o versiune mai subțire de terci.

## Tipuri de boabe

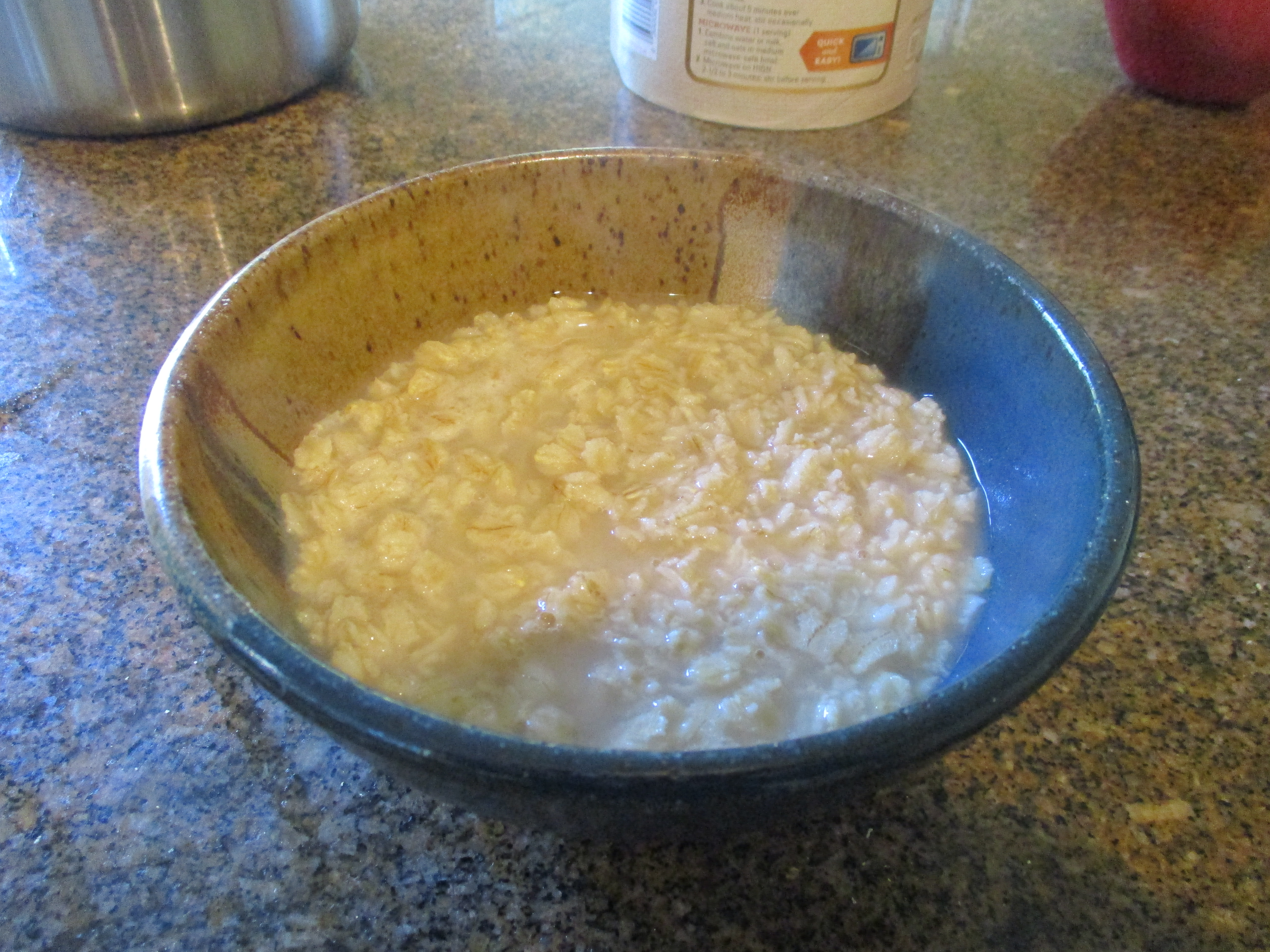
Fulgi de ovăz fierți într-un castron

Termenul "terci de ovăz" este adesea folosit special pentru terci de ovăz (fulgi de ovăz), care este de obicei consumat pentru micul dejun cu sare, zahăr, fructe, lapte, smântână sau unt și, uneori, alte arome. Terciul de ovăz este, de asemenea, vândut în formă gata făcută sau parțial gătită ca mic dejun instant.
Alte boabe utilizate pentru terci includ orez, grâu, orz, porumb, triticale și hrișcă. Multe tipuri de terci au propriile lor nume, cum ar fi polenta, crupe și kasha.